# Cnemaspis anaikattiensis
Cnemaspis anaikattiensis este o specie de șopârle din genul Cnemaspis, familia Gekkonidae, descrisă de Mukherjee, Bhupathy și Kevin Clark Nixon în anul 2005. A fost clasificată de IUCN ca specie pe cale de dispariție (stare critică). Conform Catalogue of Life specia Cnemaspis anaikattiensis nu are subspecii cunoscute.